# خوزه فابیو سانتوس دی اولیویرا
خوزه فابیو سانتوس دی اولیویرا (به پرتغالی: José Fábio Santos de Oliveira) مهاجم اهل برزیل است که در شهر ماسیو و در تاریخ ۲۱ آوریل ۱۹۸۷ به دنیا آمده‌است.
خوزه فابیو سانتوس دی اولیویرا در تیم‌های فوتبال Mito HollyHock، Shonan Bellmare، Coruripe، Gama، Villa Rio، Botafogo، Tokushima Vortis سابقهٔ حضور دارد.